# 马王庙站
馬王廟站是贵阳轨道交通2号线的地铁车站，位于中华人民共和国贵州省贵阳市云岩区 马王街原贵阳汽车制造厂内，于2021年4月28日开通。

## 车站结构
馬王廟站位於马王街原贵阳汽车制造厂内，为地下二层岛式站台车站，车站长215.68米，车站地下一层为站厅层，地下二层为2號線站台层，地下三层为預留4號線站台层。
|                   |  | █ 2号线往白云北路（白花大道） |
| 島式 · 開左邊车门 |  |                               |
|                   |  | █ 2号线往中兴路（北京西路）   |

|                   |  | █ 4号线預留軌道 |
| 島式 · 開左邊车门 |  |                 |
|                   |  | █ 4号线預留軌道 |

## 车站出口
馬王廟站共有5个出入口，各出口及周围设施如下所示：
| 编号                | 出入口信息 | 照片 | 无障碍设施 |
| ------------------- | ---------- | ---- | ---------- |
| A · 出口            |            |      | 不適用     |
| B · 出口 · （设有） |            |      |            |
| C · 出口            |            |      | 不適用     |
| 图例： 设有         |            |      |            |

## 接驳交通

### 公交车
- 数博大道(中)：29路，217路

## 车站历史
本站建设时期工程名與开通前正式命名皆为馬王廟站。
- 2021年4月28日，车站随2号线工程通车开通[1]。